# Баре (Кнић)
Баре је насеље у Србији у општини Кнић у Шумадијском округу. Према попису из 2022. има 252 становника (према попису из 2011. било је 322 становника). Порекло презимена, село Баре у Гружи
Порекло становништва села Баре, општина Кнић – Шумадијски округ. Према књизи Михаила Драгића „Гружа“.
Положај села – топографске прилике.
Село Баре налази се на баранској равни, пространој заравни качерске централне језерске равни. Крајње источне куће овога села су само на десној страни Вулетића Потока, чија долина има зреле форме. На југозападној страни куће се спуштају и по благим странама долине реке Груже чак до близу гружанске равнице. Кућа има са обе стране друма. Ту су школа, продавнице и кафане.
Воде.
У селу има неколико извора: Витошевића извор у Малим барама, извор код Стублине, извор код Смиљанића кућа, извор Кереждо и извор Топлик. Поред изворске користи се и бунарска вода.
Земље и шуме.
Сеоска шума налази се на Ковиљачи; она се не сече. Има и сеоске утрине код Глогова, на брду код Думаче и неке мање. Камен се вади, за сопствене потребе, на Ковиљачи и Главици.
Клима.
Киша обично долази у овом селу са северозапада. Јак је ветар зими са севера и он доноси кишу. И југ доноси кишу. Устока чак ретко доноси кишу (дува са истока). У пролеће се стока истерује у планину а о Крстовдану је врате.
Тип села.
Село је разбијеног типа. Поједини крајеви села носе називе према фамилијарним презименима (Лакетићи, Богићевићи, Ђекићи), или према месту одакле су досељене фамилије (Грачани, Бороштице) или по топографским именима (Думача, Гајчани).
Порекло становништва и старине.
-Урошевићи, Витошевићи и Ђокићи. Дошла су браћа Милош, Урош, Витош, Војин и Ђока из Граца код Сјенице у Карађорђево време; од Војина се фамилија утрла. Славе Ђурђевдан.
-Ђорђевићи и Никићи. Ђорђе и Ника, синовци Витошеви и његове браће, такође су се доселили из Граца у исто време када и Витош са браћом. Славе Ђурђевдан.
-Миљковићи. Прадеда Миљко дошао је из Граца. Миљко је био братучед Витошев и његове браће. Славе Ђурђевдан.
-Стојановићи, Нововићи и Вулетићи (старо презиме Петровићи). Дошла су браћа Стојан, Ново и Петар из Боровштице на Пештеру. Славе Никољдан.
-Добричићи. По женској линији од Стојановића. Отац данашњих дошао жени у кућу из Клатичева код Горњег Милановца. Славе Никољдан.
Према овоме Милошевићи, Урошевићи, Витошевићи, Ђокићи, Ђорђевићи, Никићи, Миљковићи и Илићи су по старини једна фамилија само сада разрођена. То се може судити по њиховој слави, јер сви славе Ђурђевдан. Грачани имају кумове још из Граца у Сирчи (Милош Васиљевић) а у Белосавцима у Јасеници још одржавају кумство са тамошњим Луковићима.
-Богићевићи. Дошао прадед Богић из Бачице код Сјенице, славе Никољдан.
-Вуковићи. Дошао прадед Милија из Бачице, славе Никољдан.
-Лакетићи (Сталетићи). Дошла браћа Лакета и Сталета из Бачице неколико година после Витошевића, од њих су данас четврто колено, славе Никољдан.
И за Богићевиће, Вуковиће и Лакетиће веле да су „на вилајету Санџачком“ били једна фамилија.
-Ђекићи. Дошао предед Милутин од Сјенице, славе Лучиндан.
-Бошковићи. Прадед Бошко дошао из Боровштице (на Пештеру). Славе Никољдан.
-Вучковићи. Прадед Вучко дошао из Боровштице, славе Никољдан.
-Вукадиновићи и Радоњићи. Дошла браћа Милован, који је погинуо на Чачку, од њега су Вукадиновићи и Вуксан од кога су Радоњићи. Дошли су из Боровштице. Одржавају кумство са Драговићима у Горњој Трешњевици, засеок Пријане, славе Никољдан.
-Вукићевићи. Дошла су браћа Вукић и Вучета из Боровштице. Од Вучете више нема потомака. Сада је од њих четврто колено одраслих, славе Никољдан.
Да ли су Бошковићи, Вучковићи, Вукадиновићи, Радоњићи и Вукићевићи били једна фаммилија нико не зна да каже. Само се за Вукадиновиће и Радоњиће зна да су од једне фамилије.
Све досадашње фамилије досељене су овде, као што можемо закључити пре 100 или нешто преко 100 година осим Добричића, који су доцније досељени из Клатичева.
Баре су у почетку биле заселак Љуљака, па је касније 1818. постало засебно село. И данас имају заједничко гробље. Најстарије насеље је било у Гају (Гајчани, сад Грачани).
Место где је заједничко гробље зове се Старо Село (припада љуљачком атару). Нико не памти нити зна када је ту било село. Међутим, у Љуљацима су знали и које су ту љуљачке фамилије биле као и узрок њиховог премештања. На том Старом Селу једва се познају трагови неке старе црквине.

## Демографија
У насељу Баре живи 320 пунолетних становника, а просечна старост становништва износи 46,0 година (44,4 код мушкараца и 47,4 код жена). У насељу има 128 домаћинстава, а просечан број чланова по домаћинству је 3,05.
Ово насеље је великим делом насељено Србима (према попису из 2002. године), а у последња три пописа, примећен је пад у броју становника.
|             | \| Демографија[2] \| Демографија[2] \| Демографија[2] \| \| Година \| Становника \| Становника \| \| -------------- \| -------------- \| -------------- \| \| 1948. \| 752 \| \| \| 1953. \| 743 \| \| \| 1961. \| 688 \| \| \| 1971. \| 610 \| \| \| 1981. \| 520 \| \| \| 1991. \| 439 \| 417 \| \| 2002. \| 390 \| 418 \| \| 2011. \| 322 \| \| \| 2022. \| 252 \| \| |            |
| Демографија | |            |
| Година      | Становника | Становника |
| 1948.       | 752 |            |
| 1953.       | 743 |            |
| 1961.       | 688 |            |
| 1971.       | 610 |            |
| 1981.       | 520 |            |
| 1991.       | 439 | 417        |
| 2002.       | 390 | 418        |
| 2011.       | 322 |            |
| 2022.       | 252 |            |

| Етнички састав према попису из 2002.‍ | Етнички састав према попису из 2002.‍ | Етнички састав према попису из 2002.‍ | Етнички састав према попису из 2002.‍ | Етнички састав према попису из 2002.‍ |
| ------------------------------------ | ------------------------------------ | ------------------------------------ | ------------------------------------ | ------------------------------------ |
|                                      |                                      |                                      |                                      |                                      |
| Срби                                 | Срби                                 |                                      | 387                                  | 99,23%                               |
| Мађари                               | Мађари                               |                                      | 1                                    | 0,25%                                |
| Бугари                               | Бугари                               |                                      | 1                                    | 0,25%                                |
| непознато                            | непознато                            |                                      | 0                                    | 0,0%                                 |

| Година пописа     | 1948. | 1953. | 1961. | 1971. | 1981. | 1991. | 2002. |
| ----------------- | ----- | ----- | ----- | ----- | ----- | ----- | ----- |
| Број домаћинстава | 161   | 171   | 180   | 181   | 161   | 139   | 128   |

| Број чланова      | 1  | 2  | 3  | 4  | 5 | 6  | 7 | 8 | 9 | 10 и више | Просек |
| ----------------- | -- | -- | -- | -- | - | -- | - | - | - | --------- | ------ |
| Број домаћинстава | 31 | 38 | 13 | 19 | 8 | 12 | 4 | 1 | 1 | 1         | 3,05   |

| Пол    | Укупно | Неожењен/Неудата | Ожењен/Удата | Удовац/Удовица | Разведен/Разведена | Непознато |
| ------ | ------ | ---------------- | ------------ | -------------- | ------------------ | --------- |
| Мушки  | 155    | 31               | 113          | 9              | 2                  | 0         |
| Женски | 179    | 23               | 112          | 40             | 3                  | 1         |
| УКУПНО | 334    | 54               | 225          | 49             | 5                  | 1         |

| Пол    | Укупно                    | Пољопривреда, лов и шумарство | Рибарство                            | Вађење руде и камена | Прерађивачка индустрија       |
| ------ | ------------------------- | ----------------------------- | ------------------------------------ | -------------------- | ----------------------------- |
| Мушки  | 77                        | 45                            | 0                                    | 0                    | 14                            |
| Женски | 46                        | 19                            | 0                                    | 0                    | 10                            |
| УКУПНО | 123                       | 64                            | 0                                    | 0                    | 24                            |
| Пол    | Производња и снабдевање   | Грађевинарство                | Трговина                             | Хотели и ресторани   | Саобраћај, складиштење и везе |
| Мушки  | 1                         | 3                             | 4                                    | 1                    | 2                             |
| Женски | 0                         | 0                             | 2                                    | 5                    | 0                             |
| УКУПНО | 1                         | 3                             | 6                                    | 6                    | 2                             |
| Пол    | Финансијско посредовање   | Некретнине                    | Државна управа и одбрана             | Образовање           | Здравствени и социјални рад   |
| Мушки  | 0                         | 0                             | 3                                    | 2                    | 2                             |
| Женски | 1                         | 1                             | 0                                    | 3                    | 4                             |
| УКУПНО | 1                         | 1                             | 3                                    | 5                    | 6                             |
| Пол    | Остале услужне активности | Приватна домаћинства          | Екстериторијалне организације и тела | Непознато            | Непознато                     |
| Мушки  | 0                         | 0                             | 0                                    | 0                    | 0                             |
| Женски | 1                         | 0                             | 0                                    | 0                    | 0                             |
| УКУПНО | 1                         | 0                             | 0                                    | 0                    | 0                             |